# Kollaa
Kollaa (russisk: Колласйоки, finsk: Kollaanjoki eller Kollasjoki) er en 76 km lang flod i Republikken Karelija i Rusland. Floden har udspring i søen Kollasjärv 117 m.o.h. i distriktet Suojarvskij og løber mod søen Tulmozero (finsk: Tulemajärvi) i distriktet Prjakhinskij.
Før 2. verdenskrig var flodens udspring beliggende i den finske kommune Suistamo og løb igennem Suojärvi til Tulemajärvi på den russiske side.
62°01′03″N 31°54′29″Ø / 62.017631°N 31.908152°Ø